# 話の特集
話の特集（はなしのとくしゅう）は、1965年から1995年まで発行された日本の雑誌。ミニコミ誌の草分け的存在である。創刊から休刊まで矢崎泰久が編集長を務めた。また、1967年に設立され1995年に倒産した出版社名でもある。

## 歴史
日本経済新聞記者や内外タイムス記者を経た矢崎泰久が、反権威・反権力を旗印にしたジャーナリズムの確立のため、1965年12月20日に創刊した。創刊号の奥付は1966年2月1日だが、これは1ヶ月ほど先の日付を奥付に記載する雑誌流通上の慣習による。
創刊時は矢崎の父が経営していた日本社から刊行されており、日本社が保有していた娯楽『話』という雑誌名に「特集」をつけて、雑誌名を「話の特集」とした。『話』の駅売店の権利と、第三種郵便の権利をそのまま流用している。
日本社の倒産により、1966年12月号で休刊。1967年1月号は、矢崎の友人たちのカンパした資金で刊行。同年4月号で復刊し、三和実業から刊行。同年12月号から邱永漢の株式会社「求美」の刊行にかわる。1970年1月号から株式会社「話の特集」の刊行にかわる。
創刊前にアートディレクターの和田誠が助言、谷川俊太郎・寺山修司・塚本晁生・栗田勇らも創刊時のブレインだった。小松左京、寺山修司、小沢昭一をはじめ、当時の先端的な文化人が多数登場した。また、表紙イラストに横尾忠則（ジョン・ケージの横顔）、イラストレーターに宇野亜喜良、後藤一之、松永謙一、水田秀穂ら、写真家に篠山紀信、立木義浩、藤倉明治、小川隆之らを配した。刷り数7万部に対して実売は1万5千部と、売り上げは振るわなかったが、反権威の雑誌として若者世代から支持を集めた。
1967年、アートディレクターズクラブによるADC賞（銅賞）を受賞した。1969年1月からは、『話の特集』の関係者による話の特集句会が開催された。
最盛期の発行部数は20万部だったという。
1995年3月号（第352号）を以って休刊となった。2005年2月、『話の特集 2005 創刊40周年記念』がWAVE出版から刊行された。
来生えつこは、初期の「話の特集」の編集者だったことがある。和田誠によると、無名時代の沢木耕太郎が校正を手伝いにきたこともあるという。のちに『血と薔薇』を創刊した内藤三津子、『新宿プレイマップ』を創刊した本間健彦も、話の特集のスタッフ出身。のちの作家倉本四郎、山田正紀も、話の特集の初期のスタッフだった。

## 増刊号
- ビートルズ・レポート 1966/9   
  - のち、『ザ・ビートルズレポート』（竹中労編著）として再刊、白夜書房、 1982/6
  - のち『ビートルズ・レポート―東京を狂乱させた5日間（話の特集−完全復刻版）』として再刊 WAVE出版 1995/12/1
- 話の特集の特集 1974/5/25[15] - 第101号として刊行

## 別冊・話の特集
- 話の特集図書館（別冊・話の特集） 1984/1/1
- 別冊・話の特集 色川武大・阿佐田哲也の特集  1989/1/1

## 話の特集ライブラリー
自由國民社から刊行
- 寺山修司の特集（話の特集ライブラリー） 寺山修司、白井佳夫 他 1996/6/1
- 永六輔の特集（話の特集ライブラリー） 永六輔、矢崎泰久 他 1996/6/1
- 岩城宏之の特集（話の特集ライブラリー） 岩城宏之、矢崎泰久 他 1997/9/1
- 赤塚不二夫の特集（話の特集ライブラリー） 赤塚不二夫、矢崎泰久 他 1997/9/1